# Magatzem Pont
El Magatzem Pont era una obra de Tàrrega (Urgell) inclosa a l'Inventari del Patrimoni Arquitectònic de Catalunya.

## Descripció
Era un edifici de planta baixa i tres pisos, destinat a magatzem, amb una façana que fou tractada com si fos un edifici d'habitatges. Les plantes pis tenien un ampli balcó amb baranes de gelosia, havent sobre la tercera planta un remat bastant freqüent en els edificis d'aquest tipus. Tot l'edifici estàva arrebossat però aquest estàva bastant deteriorat. Fou construït l'any 1930.